# NGC 5791
NGC 5791 ist eine 11,7 mag helle Elliptische Galaxie vom Hubble-Typ E6 im Sternbild Waage auf der Ekliptik und etwa 147 Millionen Lichtjahre von der Milchstraße entfernt. 
Sie wurde am 19. Mai 1787 von Wilhelm Herschel mit einem 18,7-Zoll-Spiegelteleskop entdeckt, der sie dabei mit „cF, smbM, stellar“ beschrieb.

## NGC 5791-Gruppe (LGG 389)
| Galaxie   | Alternativname | Entfernung/Mio. Lj |
| --------- | -------------- | ------------------ |
| PGC 53336 | ESO 580-52     | 155                |
| NGC 5791  | PGC 53516      | 147                |
| PGC 53588 | ESO 581-13     | 136                |
| PGC 53485 | ESO 581-6      | 137                |
| PGC 53677 | ESO 581-17     | 145                |